# Mejorada del Campo
Mejorada del Campo – miasto w Hiszpanii, we wspólnocie autonomicznej Madryt. W 2008 liczyło 22 689 mieszkańców.